# Vivid Curls
Vivid Curls ist eine Allgäuer Folk-Rock-Band, die überwiegend in Allgäuer Mundart singt.

## Geschichte
Die Band wurde im Ursprung 2002 von Irene Schindele (* 19. Oktober 1980 in München) und Inka Kuchler (* 1. März 1977 in Kempten (Allgäu)), die gemeinsam in Wiggensbach aufwuchsen, als Straßenmusik-Duo gegründet. Seit 2007 treten sie meist gemeinsam mit Band auf. Den Bandnamen Vivid Curls (dt. „Lebhafte Locken“) gaben sie sich in Anlehnung an ihre wallende Haarpracht.
Nach der Veröffentlichung der Alben Allgäu und Lebenstanz folgten Fernseh- und Radioauftritte, Konzerte im Wirtshaus im Schlachthof, beim Tollwood-Festival, im Parktheater Göggingen, beim Goldgelb-Festival und weitere.
Das Album „Eine Welt“ (2016) erschien beim Label „Sturm & Klang“ von Konstantin Wecker. Auf dessen Album „Poesie und Widerstand“ (2017) übernahmen sie den Background.

## Stil
Nachdem die Vivid Curls anfangs meist englische Pop- und Rock-Coversongs herausbrachten, setzen sie inzwischen zunehmend auf Eigenkompositionen und singen ihre Lieder nahezu ausschließlich in Allgäuer Mundart. Die Gruppe möchte nach eigener Aussage mit ihrer Mundartmusik dazu beitragen, dass der Allgäuer Dialekt als Kulturgut erhalten bleibt.

## Auszeichnungen und Förderungen
Die Band gewann 2010 den Deutschen Rock & Pop Preis in der Kategorie „Beste Deutsche Popgesangsgruppe“ und im Folgejahr in den Kategorien „Beste Deutsche Popgesangsgruppe“ und „Beste Deutsche Countryband“.
Produktion, Tour, PR und Marketing werden von der Initiative Musik gefördert.
2016 erhielten sie den Nachwuchsförderpreis der Hanns-Seidel-Stiftung.

## Diskografie

### Alben
- 2008: Allgäu
- 2009: Lebenstanz (unplugged)
- 2010: Allgäu (House Master Records)
- 2010: D' Aufstand (House Master Records)
- 2010: Lebenstanz (House Master Records)
- 2011: Verlockung
- 2014: Jäger der Glückseligkeit
- 2016: live (zusammen mit Sarah Straub)
- 2016: Eine Welt (Sturm & Klang)

### Singles
- 2006: Christkind fliag
- 2007: Vorg'schmack
- 2007: Christkind fliag (Neuaufnahme)

## Medien
- Die Allgäuer Band „Vivid Curls“ in der ARD Mediathek – Fernsehporträt des Bayerischen Fernsehens, Sendung vom 13. April 2013 (mit Videostream, Länge: 13:15 min).